# Daniel Moreno
Daniel Moreno Fernández (Madrid, 5 september 1981) is een voormalig Spaans wielrenner.

## Biografie
Moreno stond bekend als een goede klimmer. De in Madrid geboren renner kwam in 2004 het profpeloton binnen, als stagiair bij Relax-Bodysol. In dit jaar won hij een etappe in de Ronde van Toledo en liet hij een tweede plaats in een rit in de Ronde van Groot-Brittannië noteren.
In 2005 wist hij niet te winnen, maar eindigde hij als tweede in de eindstand van de Ruta del Sol. Ook in de Prueba Villafranca de Ordizia behaalde hij een tweede plek. In 2006 reed hij sterk. Moreno vulde zijn palmares aan met etappezeges in de Clásica Alcobendas en de Ronde van Alentejo. In die laatste wedstrijd haalde hij bovendien een tweede plek in de eindstand, in de Alcobendas stond hij eveneens op het eindpodium - als derde. In dit jaar was ook zijn eerste Ronde van Spanje een feit. In zijn eerste Vuelta moest hij in het eindklassement genoegen nemen met een 36e plek.
In 2007 won hij een rit in de Ronde van San Luis en reed hij opnieuw een goede Clásica Alcobendas - dit keer met een tweede plek als gevolg. Ook in het najaar toonde hij zich weer, met goede uitslagen in de Ronde van Burgos. In de Ronde van Spanje, die hij dankzij een wild-card mocht rijden, reed hij goed. Hij plaatste zich enkele keren bij de eerste tien en in de negentiende rit eindigde hij zelfs als tweede, net achter etappewinnaar Samuel Sánchez. Dit sterke jaar leverde hem een plek bij de ProTour-ploeg Caisse d'Epargne op, waar hij sinds 2008 onder contract stond. In 2010 reed hij voor het Belgische Omega Pharma-Lotto. Hij reed voor de formatie onder andere de Ronde van Frankrijk en de Ronde van Italië. Hij eindigde in beide koersen in de top-30. Daarnaast behaalde hij een tiende plaats in de Brabantse Pijl en werd hij 25e in Luik-Bastenaken-Luik.
In 2011 verruilde hij de Belgische formatie voor Katjoesja Team, waar hij werd gehaald met het oog op de grote rondes als de Ronde van Frankrijk.
In 2013 won hij de Waalse Pijl.

## Palmares

### Overwinningen
2003
Eindklassement Ronde van Portugal van de Toekomst
2006
1e etappe Clásica Alcobendas
3e etappe Ronde van Alentejo
2007
5e etappe Ronde van San Luis
4e etappe Ronde van Chihuahua
Escalada a Montjuïc
2008
1e etappe Euskal Bizikleta
2009
1e etappe Ronde van de Middellandse Zee (ploegentijdrit)
4e etappe Ronde van Chihuahua
2011
4e etappe Ronde van Burgos
4e etappe Ronde van Spanje
Ronde van Piemonte
2012
4e etappe Ruta del Sol
Grote Prijs Miguel Indurain
2e en 7e etappe Critérium du Dauphiné
1e en 2e etappe Ronde van Burgos
Eind- en puntenklassement Ronde van Burgos
2013
Waalse Pijl
4e en 9e etappe Ronde van Spanje
2014
Puntenklassement Ronde van Burgos
2015
1e etappe Ronde van Oostenrijk (ploegentijdrit)
5e etappe Ronde van Burgos
Puntenklassement Ronde van Burgos
2016
3e etappe Ronde van Asturië

## Resultaten in voornaamste wedstrijden
| Jaar | Ronde van Italië | Ronde van Frankrijk | Ronde van Spanje |
| ---- | ---------------- | ------------------- | ---------------- |
| 2006 |                  |                     | 36e              |
| 2007 |                  |                     | 12e              |
| 2008 |                  |                     | 12e              |
| 2009 |                  |                     | 11e              |
| 2010 | 26e              | 20e                 |                  |
| 2011 | 28e              |                     | 9e (1)           |
| 2012 | 20e              |                     | 5e               |
| 2013 |                  | 17e                 | 10e (2)          |
| 2014 | 41e              |                     | 11e              |
| 2015 |                  |                     | 9e               |
| 2016 |                  | 31e                 | 8e               |
| 2017 |                  |                     | 18e              |
| 2018 |                  |                     | 38e              |

| Jaar | Amstel Gold Race | Luik-Bast.‑Luik | Ronde van Lombardije | Waalse Pijl | Clásica San Sebastián | Brabantse Pijl |  | WK op de weg |  | Wereldranglijsten |
| ---- | ---------------- | --------------- | -------------------- | ----------- | --------------------- | -------------- |  | ------------ |  | ----------------- |
| 2006 |                  |                 |                      |             | 35e                   |                |  |              |  |                   |
| 2007 |                  |                 |                      |             | 68e                   |                |  |              |  |                   |
| 2008 |                  |                 | 34e                  |             |                       |                |  |              |  | 144e (UPT)        |
| 2009 |                  |                 | opgave               |             |                       |                |  | 42e          |  | 42e (UWK)         |
| 2010 | 74e              | 24e             |                      | 64e         | 28e                   | 10e            |  |              |  | 236e (UWK)        |
| 2011 | 14e              | 33e             | 17e                  | 8e          | 27e                   |                |  |              |  | 60e (UWT)         |
| 2012 | 17e              | 13e             | 49e                  | 24e         | 23e                   |                |  | 24e          |  | 51e (UWT)         |
| 2013 | 21e              | 52e             | 6e                   | ↑           |                       |                |  | 13e          |  | 12e (UWT)         |
| 2014 | 9e               | 9e              | opgave               | 9e          |                       |                |  | 36e          |  | 63e (UWT)         |
| 2015 | 11e              | 10e             | ↑                    | 5e          | 4e                    |                |  |              |  | 21e (UWT)         |
| 2016 | 20e              | 28e             | 30e                  | 37e         |                       |                |  |              |  | 84e (UWT)         |
| 2017 | 41e              | 28e             |                      | 49e         | 25e                   |                |  |              |  | 140e (UWT)        |
| 2018 |                  |                 |                      |             |                       |                |  |              |  | 200e (UWT)        |

## Ploegen
- 2004 –  Relax-Bodysol (stagiair vanaf 1-9)
- 2005 –  Relax-Fuenlabrada
- 2006 –  Relax-GAM
- 2007 –  Relax-GAM
- 2008 –  Caisse d'Epargne (vanaf 24-3)
- 2009 –  Caisse d'Epargne
- 2010 –  Omega Pharma-Lotto
- 2011 –  Katjoesja Team
- 2012 –  Katjoesja Team
- 2013 –  Katjoesja Team
- 2014 –  Team Katjoesja
- 2015 –  Team Katjoesja
- 2016 –  Movistar Team
- 2017 –  Movistar Team
- 2018 –  Team EF Education First-Drapac p/b Cannondale